# Плавание в ластах на Всемирных играх 1997
Плавание в ластах на Всемирных играх 1997 включало розыгрыш шестнадцати комплектов медалей.

## Призёры

### Мужчины
| Дисциплина        | Золото                                                                           | Серебро                                                           | Бронза                                                                     |
| ----------------- | -------------------------------------------------------------------------------- | ----------------------------------------------------------------- | -------------------------------------------------------------------------- |
| 50 м, апнеа       | Ли Юн                                                                            | Лю Цюжун                                                          | Сергей Докучаев                                                            |
| 100 м в акваланге | Ли Юн                                                                            | Лю Цюжун                                                          | Сергей Докучаев                                                            |
| 50 м в ластах     | Александр Нечитайло                                                              | Андреа Манджерини                                                 | Сергей Ахапов                                                              |
| 100 м в ластах    | Александр Нечитайло                                                              | Сергей Ахапов                                                     | Ли Юн                                                                      |
| 200 м в ластах    | Александр Нечитайло                                                              | Сергей Ахапов                                                     | Лука Тонелли                                                               |
| 400 м в ластах    | Норберт Саванья                                                                  | Ху Хайлун                                                         | Сергей Докучаев                                                            |
| Эстафета 4х100 м  | Сергей Ахапов · Сергей Докучаев · Максим Максимов · Александр Нечитайло · Россия | Ху Хайлун · Ли Юн · Лю Цюжун · Чжао Цзи · Китай                   | Лука Гуаршашели · Рубес Левада · Андреа Манджерини · Лука Тонелли · Италия |
| Эстафета 4х200 м  | Сергей Ахапов · Сергей Докучаев · Максим Максимов · Александр Нечитайло · Россия | Петер Балаж · Гергей Юхос · Ненс Кайо · Норберт Саванья · Венгрия | Лука Гуаршашели · Рубес Левада · Андреа Манджерини · Лука Тонелли · Италия |

### Женщины
| Дисциплина        | Золото                                             | Серебро                                                                       | Бронза                                                        |
| ----------------- | -------------------------------------------------- | ----------------------------------------------------------------------------- | ------------------------------------------------------------- |
| 50 м, апнеа       | Ли Шаочжэнь                                        | Чжу Ся                                                                        | Юлия Чирикова                                                 |
| 100 м в акваланге | Ли Шаочжэнь                                        | Светлана Ганжа                                                                | У Сяохуэй                                                     |
| 50 м в ластах     | Ли Шаочжэнь                                        | Светлана Ганжа                                                                | У Сяохуэй                                                     |
| 100 м в ластах    | У Сяохуэй                                          | Ли Шаочжэнь                                                                   | Светлана Ганжа                                                |
| 200 м в ластах    | У Сяохуэй                                          | Ван Янь                                                                       | Наталья Музыченко                                             |
| 400 м в ластах    | Ван Янь                                            | Беата Божо                                                                    | Оксана Королёва                                               |
| Эстафета 4х100 м  | Ли Шаочжэнь · Ван Янь · У Сяохуэй · Лю Ци · Китай  | Светлана Ганжа · Оксана Королёва · Наталья Музыченко · Юлия Чирикова · Россия | Беата Бозко · Юди Ревеш · Беата Бёмиш · Вилло Варга · Венгрия |
| Эстафета 4х200 м  | Ли Шаочжэнь · Ван Янь · У Сяохуэй · Чжу Ся · Китай | Юлия Чирикова · Светлана Ганжа · Оксана Королёва · Наталья Музыченко · Россия | Беата Божо · Юди Ревес · Беата Бёмиш · Вилло Варга · Венгрия  |